# أسوار دوبروفنيك
أسوار دوبروفنيك (بالكرواتية: Dubrovačke gradske zidine) هي سلسلة من الجدران الحجرية الدفاعية المحيطة بمدينة دوبروفنيك في جنوب كرواتيا.
بنيت أسوار دوبروفنيك في المناطق النائية للمدينة، بما في ذلك المنحدرات الجبلية كجزء من مجموعة تماثيل تعود إلى عام 1272. وبنيت أسوار المدينة الحالية خلال القرنين الثالث عشر والسابع عشر. وتمتد الجدران في مسار متواصل يبلغ طوله حوالي 1,940 متر (6,360 قدم)، ويطوق معظم أنحاء المدينة القديمة، ويصل أقصى ارتفاع لها إلى حوالي 25 متر (82 قدم) .
فر اللاجئون من المدن المدمرة مثل إبيداوروس إلى ما سيطلق عليها مستوطنة دوبروفنيك الدفاعية (المعروفة أيضًا لاحقًا باسم راغوزا) والتي ستصبح ملاذًا للاجئين مع بناء أسوار مدينتها. وتم تعزيز الجدران بثلاثة أبراج دائرية و 14 برجًا رباعي الزوايا وخمسة حصون (حصون) وحصنين زاويين وقلعة سانت جون الكبيرة.
وبالإضافة إلى ذلك، عززت الجدران الأرضية بحصن واحد أكبر وتسعة حصون نصف دائرية أصغر، مثل حصن بوكار، وهو أقدم حصن محفوظ من هذا النوع في أوروبا. وكان الخندق الذي كان يدور حول الجزء الخارجي من أسوار المدينة، والمسلح بأكثر من 120 مدفعًا ، يوفر قدرات دفاعية رائعة للمدينة.
في عام 1979 ضمت مدينة دوبروفنيك القديمة، والتي تضم جزءًا كبيرًا من أسوار دوبروفنيك القديمة، إلى قائمة اليونسكو لمواقع التراث العالمي. وتعد أسوار دوبروفنيك اليوم واحدة من أشهر مناطق الجذب السياحي في كرواتيا،  حيث زارها أكثر من 1.2 مليون زائر في عام 2019.

## روابط خارجية
- مدينة دوبروفنيك القديمة – مركز التراث العالمي لليونسكو
- فيديو، دوبروفنيك إعادة الإعمار الرقمي بواسطة GRAIL في جامعة واشنطن
- (بالكرواتية) Društvo prijatelja dubrovačke starine - جرادسكي زيدين
- دليل جدران دوبروفنيك